# Chorthippus acroleucus
Chorthippus acroleucus este o specie de lăcustă întâlnită în România, în Parcul Național Cozia, critic amenințată cu dispariția.